# سندرم ایدی
سندرم اِیدی (انگلیسی: Adie syndrome؛ ‏‎/ˈeɪdi/‎) که با نام سندرم هولمز-اِیدی (انگلیسی: Holmes–Adie syndromee) هم شناخته می‌شود، نوعی اختلال عصبی است که با گشادی مردمک و پاسخ آهسته به نور اما پاسخ طبیعی به تطابق، مشخص می‌شود. این سندرم معمولاً در زنانی دیده می‌شود که رفکس طبیعی زانو و تاندون آشیل ندارند و دچار اختلال تعریق هم هستند.
علت بروز این سندرم، آسیب به فیبرهای عصبی پساگانگلیونی دستگاه عصبی پاراسمپاتیک چشم در اثر عفونت باکتریایی یا ویروسی است که منجر به التهاب شده و مردمک و دستگاه عصبی خودمختار را درگیر می‌کند. این سندرم نامش را از دو عصب‌شناس بریتانیایی به نام‌های ویلیام جان ایدی و گوردون مورگان هولمز می‌گیرد که مستقل از هم، این بیماری را در سال ۱۹۳۱ توصیف کردند.

## علائم و نشانه‌ها
سندرم اِیدی با سه علامت بارز مشخص ظاهر می‌شود:
1. دست‌کم یک مردمک گشاد شده غیرطبیعی (میدریاز) که در پاسخ به نور منقبض نمی‌شود.
2. از دست دادن رفلکس‌های تاندون عمیق.
3. ناهنجاری‌های تعریق.

علائم دیگر ممکن است شامل دوربینی به دلیل پارزی تطابقی، نورهراسی و مشکل در خواندن باشد. برخی از افراد مبتلا به سندرم اِیدی ممکن است ناهنجاری‌های قلبی عروقی نیز داشته باشند.

## تشخیص
معاینه بالینی ممکن است فلج موضعی اسفنکتر عنبیه یا حرکات غیرطبیعی عنبیه را نشان دهد. مردمک تونیک ممکن است در طول زمان کوچکتر شود (میوتیک) که به آن «اِیدی کاهل کوچولو» می‌گویند. آزمایش با دوز پایین (۱/۸٪) پیلوکارپین ممکن است مردمک تونیک را به دلیل حساسیت فوق‌العاده قطع عصب کولینرژیک منقبض کند. مردمک طبیعی با دوز رقیق پیلوکارپین منقبض نمی‌شود. سی‌تی اسکن و تصویربرداری پرتو مغناطیسی ممکن است در تست تشخیصی رفلکس‌های کم فعال کانونی مفید باشد.

## درمان
درمان معمول استانداردشدهٔ سندرم اِیدی، تجویز عینک مطالعه برای تصحیح نقص چشم(ها) است. قطره پیلوکارپین ممکن است به عنوان یک درمان و همچنین یک اقدام تشخیصی تجویز شود. جراحی سمپاتکتومی توراسیک درمان قطعی تعریق غیرطبیعی است، در صورتی که این عارضه با درمان دارویی قابل درمان نباشد.

## پیش‌آگهی
سندرم اِیدی ناتوان‌کننده یا تهدیدکننده زندگی نیست. به این ترتیب، هیچ نرخ مرگ و میر مربوط به این وضعیت وجود ندارد. با این حال، از دست دادن رفلکس‌های تاندون عمیق دائمی است و ممکن است در طول زمان پیشرفت کند.

## همه‌گیرشناسی
این بیماری بیشتر زنان جوان‌تر را مبتلا می‌کند (نسبت زن به مرد: ۲٫۶:۱) و در ۸۰ درصد موارد یک طرفه است. سن بروز ۲۵ تا ۴۵ سالگی با میانگین سن شروع ۳۲ سال است.

## برای مطالعهٔ بیشتر
- Estañol B, Callejas-Rojas RC, Cortés S, Martínez-Memije R, Infante-Vázquez O, Delgado-García G (2017). "Asymptomatic Severe Vagal and Sympathetic Cardiac Denervation in Holmes-Adie's Syndrome". Case Reports in Neurological Medicine. 2017: 4919758. doi:10.1155/2017/4919758. PMC 5385912. PMID 28428900.